# Hirse-nádiposzáta
A Hirse-nádiposzáta (Acrocephalus sorghophilus) a verébalakúak (Passeriformes) rendjébe, ezen belül a nádiposzátafélék (Acrocephalidae) családjába és az Acrocephalus nembe tartozó faj.

## Rendszerezése
A fajt Robert Swinhoe angol ornitológus írta le 1863-ban, a Calamodyta nembe Calamodyta sorghophila néven.

## Előfordulása
Kínáig északkeleti részén költ, telelni a Fülöp-szigetekre vonul, észlelték Tajvan szigetén is. Természetes élőhelyei a mocsarak környéke. Vonuló faj.

## Megjelenése
Testhossza 12–13 centiméter, testtömege 7–9 gramm.

## Életmódja
Valószínűleg rovarokkal táplálkozik, de magvakat is fogyaszhat.

## Természetvédelmi helyzete
Az elterjedési területe kicsi, de még ellenőrzésre szorul, egyedszáma 1000 alatti és csökken. A Természetvédelmi Világszövetség Vörös listáján veszélyeztetett fajként szerepel.